# Elaeocarpus rarotongensis
Elaeocarpus rarotongensis är en tvåhjärtbladig växtart som beskrevs av William Botting Hemsley. Elaeocarpus rarotongensis ingår i släktet Elaeocarpus och familjen Elaeocarpaceae. Inga underarter finns listade i Catalogue of Life.